# Ziarnojadek żałobny
Ziarnojadek żałobny (Sporophila luctuosa) – gatunek małego ptaka z podrodziny ziarnojadków (Sporophilinae) w rodzinie tanagrowatych (Thraupidae). Występuje w Ameryce Południowej – na wschodnich zboczach Andów od Wenezueli do Boliwii. Nie jest zagrożony.

## Systematyka
Gatunek ten jako pierwszy opisał Frédéric de Lafresnaye w 1843 roku. Nie wyróżnia się podgatunków.

## Morfologia
Dosyć duży jak na inne gatunki ziarnojadków ptak o stosunkowo długim ogonie i krótkim, okrągłym i silnym dziobie oraz czarnych oczach. Samce mają czarną głowę z niewielkim, ale widocznym białym zabarwieniem w kształcie półksiężyca poniżej dolnej powieki, grzbiet, skrzydła i ogon czarne oraz biały spód ciała. Dziób samców jest niebieskoszary. Samice, oliwkowo-brązowe na grzbiecie i rudobrązowe na spodniej części ciała, mają matowy, szarostalowy dziób. W ubarwieniu są podobne do samic ziarnojadka wąsatego, ale o lekko ciemniejszym i cieplejszym odcieniu. Ubarwieniem młode osobniki przypominają samice. Długość ciała 11 cm; masa ciała 12,5 g.

## Zasięg występowania
Ziarnojadek żałobny występuje na obszarze północnych Andów, na wysokości od 1200 m do 3100 m n.p.m. (inne źródła podają 1400–3200 m n.p.m. w Peru lub 1200–2500 m n.p.m.), sporadycznie spotyka się go na niżej położonych terenach, ale nie niżej niż 300 m n.p.m. Zamieszkuje zachodnią Wenezuelę, Kolumbię, Peru, Ekwador i Boliwię (departamenty La Paz, Santa Cruz i Cochabamba). Nie migruje, choć prawdopodobnie sezonowo przemieszcza się na niższe wysokości, może też koczować w poszukiwaniu ziaren.

## Ekologia
Jego głównym habitatem są tereny trawiaste na skraju lasu, także przydrożne pastwiska i zakrzaczenia. Żywi się głównie ziarnami bambusów z rodzaju Chusquea. Żeruje w sposób charakterystyczny dla tego gatunku, wspinając się po pędach bambusa i zjadając ziarna bezpośrednio z nich. Nie zjada ziaren spadłych na ziemię. Żeruje w parach lub niewielkich stadach dochodzących do 30 osobników.

## Status
W Czerwonej księdze gatunków zagrożonych IUCN ziarnojadek żałobny od 1988 roku klasyfikowany jest jako gatunek najmniejszej troski (LC, Least Concern). Liczebność populacji nie została oszacowana, ale ptak ten opisywany jest jako pospolity, choć rozmieszczony plamowo. Ze względu na brak istotnych zagrożeń i dowodów na spadki liczebności organizacja BirdLife International uznaje trend liczebności populacji za stabilny.